# 大明志書
大明志書，成書於洪武三年（1370年），明代第一部地理總志。
洪武三年（1370年），朱元璋命魏俊民、黃篪、劉儼、丁鳳等“編類天下州郡縣地裡形勢降附始末”，纂成《大明志書》，“送秘書監鋟梓頒行”。“凡天下行省十二，府一百二十，州一百八，縣八百八十七，按（安）撫司三，長官司一，東至海，南至瓊崖，西至臨洮，北至北平”此书久佚，卷數不明。